# Un dimanche à la campagne (émission de télévision)
Un dimanche à la campagne est une émission de télévision française présentée par Frédéric Lopez. L'animateur reçoit, le temps d'un week-end, des personnalités de générations et de milieux différents dans un gîte à la campagne,,. Elle est diffusée tous les dimanches à 16 h 55 sur France 2, en remplacement de Vivement dimanche diffusée sur France 3. Pour la saison 2, et avec l'arrivée d'En bande organisée en novembre 2023, l'émission est désormais programmée à 16 h 05. Pour la saison 3, l'émission est programmée à 16h et gagne 15 minutes en passant de 90 à 105 minutes.

## Principe de l'émission
Dans une maison à l'ambiance bucolique, Frédéric Lopez invite trois personnalités aux destins particuliers et d'univers différents,. Situé au calme, l'endroit est propice à la détente et aux confidences recueillies par l'animateur en toute authenticité et avec bienveillance,,,.
La première séquence débute par l'embarquement puis la traversée des invités sur le Betz avant leur arrivée jusqu'au ponton de la maison,.
Les invités sont rejoints et présentés par Frédéric Lopez sous la véranda de la maison.
Après s'être séparés de leurs téléphones portables,, les trois personnalités évoquent leur enfance dans une grange remplie de souvenirs personnels,.
L'émission se poursuit par une activité ludique réalisée collectivement,.
Pendant la préparation du repas et lors du dîner dans le salon cosy, les invités évoquent les succès et les échecs de leur parcours, puis comment ils ont surmontés les obstacles pour parvenir à leur rêve,. À la fin du repas, certains hôtes partagent leurs hobbies.
Le lendemain, le brunch est l'occasion pour chaque convive de faire le bilan de son parcours, d'évoquer son actualité, ce qu'il a envie de transmettre et ce qu'il retient des trajectoires de vie de chacun.
Les invités repartent ensemble sur la barque.

## Saison 1 (2022-2023)
| Les invités de la saison 1 | Les invités de la saison 1 | Les invités de la saison 1                              | Les invités de la saison 1 | Les invités de la saison 1           | Les invités de la saison 1 |
| No                         | Date de diffusion          | Invités                                                 | Nombre de téléspectateurs  | Part de marché sur les 4 ans et plus | Réf                        |
| -------------------------- | -------------------------- | ------------------------------------------------------- | -------------------------- | ------------------------------------ | -------------------------- |
| 1                          | 23 octobre 2022            | Bigflo et Oli, Barbara Schulz, Charlotte de Turckheim   | 1 560 000                  | 13,5 %                               | [ a 1 ]                    |
| 2                          | 30 octobre 2022            | Michèle Bernier, Sofia Essaïdi, Fabien Olicard          | 1 340 000                  | 11,7 %                               | [ a 2 ]                    |
| 3                          | 6 novembre 2022            | Clara Luciani, Tatiana de Rosnay, Jarry                 | 1 480 000                  | 11,5 %                               | [ a 3 ]                    |
| 4                          | 13 novembre 2022           | Slimane, Bérengère Krief, Nelson Monfort                | 1 350 000                  | 11 %                                 | [ a 4 ]                    |
| 5                          | 20 novembre 2022           | Julie de Bona, Christophe Willem, Jean-Pierre Elkabbach | 1 530 000                  | 9,9 %                                | [ a 5 ]                    |
| 6                          | 27 novembre 2022           | Anne Roumanoff, Guy Savoy, Claudio Capéo                | 1 650 000                  | 12,7 %                               | [ a 6 ]                    |
| 7                          | 25 décembre 2022           | Gérard Jugnot, Inès Reg, Sébastien Thoen                | 693 000                    | 7,2 %                                | [ a 7 ]                    |
| 8                          | 1er janvier 2023           | Camille Lellouche, Camille Lacourt, Yvan Cassar         | 1 370 000                  | 10,6 %                               | [ a 8 ]                    |
| 9                          | 8 janvier 2023             | Jeff Panacloc, Joyce Jonathan, Salvatore Adamo          | 1 520 000                  | 12,4 %                               | [ a 9 ]                    |
| 10                         | 29 janvier 2023            | Michel Boujenah, Chimène Badi, François Alu             | 1 500 000                  | 12,2 %                               | [ a 10 ]                   |
| 11                         | 19 février 2023            | Amir, Pierre Hermé, Gwendoline Hamon                    | 1 300 000                  | 12,1 %                               | [ a 11 ]                   |
| 12                         | 5 mars 2023                | Clémentine Célarié, Michaël Gregorio, Juliette Armanet  | 1 260 000                  | 10,3 %                               | [ a 12 ]                   |
| 13                         | 19 mars 2023               | Vianney, Michèle Torr, Alexis Michalik                  | 1 330 000                  | 11 %                                 | [ a 13 ]                   |
| 14                         | 7 mai 2023                 | Cyril Lignac, Daniel Auteuil, Aure Atika                | 1 430 000                  | 14,8 %                               | [ a 14 ]                   |
| 15                         | 14 mai 2023                | Joël Dicker, Cécile Bois, Raphaël Lenglet, Issa Doumbia | 1 050 000                  | 10,8 %                               | [ a 15 ]                   |
| 16                         | 21 mai 2023                | Liane Foly, Thierry Beccaro, Alice Pol                  | 1 260 000                  | 13,2 %                               | [ a 16 ]                   |
| 17                         | 18 juin 2023               | Gaëtan Roussel, Laury Thilleman, Maxime Gasteuil        | 918 000                    | 10,3 %                               | [ a 17 ]                   |
| 18                         | 25 juin 2023               | Valérie Karsenti, Mathieu Madénian, Mélissa Da Costa    | 1 030 000                  | 11,8 %                               | [ a 18 ]                   |

Légende :
- Les plus hauts chiffres d'audience et/ou part d'audience
- Les plus bas chiffres d'audience et/ou part d'audience

Le 25 décembre 2022, une émission spéciale fête Noël avec Gérard Jugnot, Inès Reg et Sébastien Thoen : distribution d’accessoires et pulls de Noël, décoration du sapin de Noël, préparation du réveillon de Noël, chants de Noël autour du piano, et Secret Santa au pied du sapin.

## Saison 2 (2023-2024)
| Les invités de la saison 2 | Les invités de la saison 2 | Les invités de la saison 2                                  | Les invités de la saison 2 | Les invités de la saison 2           | Les invités de la saison 2 |
| No                         | Date de diffusion          | Invités                                                     | Nombre de téléspectateurs  | Part de marché sur les 4 ans et plus | Réf                        |
| -------------------------- | -------------------------- | ----------------------------------------------------------- | -------------------------- | ------------------------------------ | -------------------------- |
| 1                          | 3 septembre 2023           | Marianne James, Théo Curin, Black M                         | 1 070 000                  | 11,7 %                               | [ a 19 ]                   |
| 2                          | 8 octobre 2023             | Pascal Obispo, Camille et Julie Berthollet, Alban Ivanov    | 1 150 000                  | 11,5 %                               | [ a 20 ]                   |
| 3                          | 22 octobre 2023            | Patrick Bruel, Katherine Pancol, Alex Vizorek               | 1 450 000                  | 14,2 %                               | [ a 21 ]                   |
| 4                          | 29 octobre 2023            | Max Boublil, Odile Vuillemin, Richard Cocciante             | 1 560 000                  | 12,2 %                               | [ a 22 ]                   |
| 5                          | 5 novembre 2023            | Marine Lorphelin, Claude Lelouch, Martin Fourcade           | 1 370 000                  | 12,4 %                               | [ a 23 ]                   |
| 6                          | 12 novembre 2023           | François-Xavier Demaison, Aurélie Saada, Vincent Lagaf'     | 1 550 000                  | 13,5 %                               | [ a 24 ]                   |
| 7                          | 19 novembre 2023           | Francis Huster, Véronic DiCaire, Jean-François Piège        | 1 620 000                  | 15,7 %                               | [ a 25 ]                   |
| 8                          | 3 décembre 2023            | Cyril Féraud, Catherine Lara, Philippe Lellouche            | 1 840 000                  | 17,1 %                               | [ a 26 ]                   |
| 9                          | 24 décembre 2023           | Marc Lévy, Cristiana Reali, Norbert Tarayre                 | 1 250 000                  | 13 %                                 | [ a 27 ]                   |
| 10                         | 31 décembre 2023           | David Douillet, Caroline Vigneaux, Stéphane Freiss          | 1 740 000                  | 14,1 %                               | [ a 28 ]                   |
| 11                         | 7 janvier 2024             | Marie-Claude Pietragalla, Ahmed Sylla, Élisa Tovati         | 1 610 000                  | 13,6 %                               | [ a 29 ]                   |
| 12                         | 28 janvier 2024            | Patrick Fiori, Michaël Jeremiasz, Julie Andrieu             | 1 370 000                  | 13,2 %                               | [ a 30 ]                   |
| 13                         | 4 février 2024             | Sonia Rolland, Ibrahim Maalouf, Roselyne Bachelot           | 1 650 000                  | 15,9 %                               | [ a 31 ]                   |
| 14                         | 18 février 2024            | Christophe Dechavanne, Aurélie Valognes, Stéphane De Groodt | 1 460 000                  | 13,4 %                               | [ a 32 ]                   |
| 15                         | 3 mars 2024                | Isabelle Boulay, Jérémy Ferrari, Gautier Capuçon            | 1 610 000                  | 15,4 %                               | [ a 33 ]                   |
| 16                         | 17 mars 2024               | Zabou Breitman, Jeanfi Janssens, Pierre de Maere            | 1 360 000                  | 14,4 %                               | [ a 34 ]                   |
| 17                         | 24 mars 2024               | Macha Méril, Anthony Kavanagh, Olivia Ruiz                  | 1 320 000                  | 14,2 %                               | [ a 35 ]                   |
| 18                         | 31 mars 2024               | Sandrine Quétier, Eddy de Pretto, Aurélie Dupont            | 1 140 000                  | 13 %                                 | [ a 36 ]                   |
| 19                         | 12 mai 2024                | Éric Antoine, Grégoire, Noémie de Lattre                    | 1 170 000                  | 13,3 %                               | [ a 37 ]                   |
| 20                         | 19 mai 2024                | Carole Gaessler, Agustín Galiana, Charlélie Couture         | 1 090 000                  | 13,6 %                               | [ a 38 ]                   |
| 21                         | 16 juin 2024               | Raphaël, Élodie Poux, Christophe André                      | 1 100 000                  | 11,2 %                               | [ a 39 ]                   |
| 22                         | 23 juin 2024               | Adriana Karembeu, Marie-José Pérec, Ycare                   | 1 150 000                  | 13,7 %                               | [ a 40 ]                   |

Légende :
- Les plus hauts chiffres d'audience et/ou part d'audience
- Les plus bas chiffres d'audience et/ou part d'audience

## Saison 3 (2024-2025)
En juin 2024, Frédéric Lopez annonce, dans une interview à Téléstar, qu'une troisième saison de l'émission sera diffusée à compter de la rentrée. Il annonce également le nom de quelques personnalités qui y prendront part.
| Les invités de la saison 3 | Les invités de la saison 3 | Les invités de la saison 3                                     | Les invités de la saison 3 | Les invités de la saison 3           | Les invités de la saison 3 |
| No                         | Date de diffusion          | Invités                                                        | Nombre de téléspectateurs  | Part de marché sur les 4 ans et plus | Réf                        |
| -------------------------- | -------------------------- | -------------------------------------------------------------- | -------------------------- | ------------------------------------ | -------------------------- |
| 1                          | 15 septembre 2024          | Arnaud Ducret, Santa, Éric-Emmanuel Schmitt                    | 1 100 000                  | 13,5 %                               | [ a 41 ]                   |
| 2                          | 22 septembre 2024          | Samuel Le Bihan, Nina Métayer, Alain Chamfort                  | 1 240 000                  | 13,5 %                               | [ a 42 ]                   |
| 3                          | 29 septembre 2024          | Jean-Pierre Foucault, Anggun, Arnaud Tsamere                   | 1 430 000                  | 14,7 %                               | [ a 43 ]                   |
| 4                          | 6 octobre 2024             | Clovis Cornillac, Cœur de pirate, Michel Leeb                  | 1 660 000                  | 17,1 %                               | [ a 44 ]                   |
| 5                          | 13 octobre 2024            | Chris Marques, Nawell Madani, Anne Sila                        | 1 300 000                  | 15,7 %                               | [ a 45 ]                   |
| 6                          | 20 octobre 2024            | Matthieu Lartot, Nicoletta, Alexandre Kominek                  | 1 590 000                  | 17,4 %                               | [ a 46 ]                   |
| 7                          | 3 novembre 2024            | Sylvie Tellier, Antoine Duléry, Kimberose                      | 1 660 000                  | 14,7 %                               | [ a 47 ]                   |
| 8                          | 10 novembre 2024           | Sandrine Bonnaire, Emmanuel Moire, Christophe Michalak         | 1 690 000                  | 16,7 %                               | [ a 48 ]                   |
| 9                          | 17 novembre 2024           | Dave, Laura Laune, Julian Bugier                               | 1 940 000                  | 18 %                                 | [ a 49 ]                   |
| 10                         | 24 novembre 2024           | Dany Boon, Virginie Grimaldi, Kendji Girac                     | 2 260 000                  | 21,6 %                               | [ a 50 ]                   |
| 11                         | 1er décembre 2024          | Baptiste Lecaplain, Audrey Dana, Louis Chedid                  | 1 500 000                  | 13,4 %                               | [ a 51 ]                   |
| 12                         | 22 décembre 2024           | Calogero, Valérie Perrin, Nora Hamzawi                         | 1 470 000                  | 12,8 %                               | [ a 52 ]                   |
| 13                         | 5 janvier 2025             | Michel Fugain, Manon Apithy-Brunet, Major Mouvement            | 1 720 000                  | 15,3 %                               | [ a 53 ]                   |
| 14                         | 26 janvier 2025            | Dany Brillant, Dorothée Olliéric, Donel Jack'sman              | 1 540 000                  | 14,9 %                               | [ a 54 ]                   |
| 15                         | 2 février 2025             | Nikola Karabatic, Philippine Leroy-Beaulieu, Waly Dia          | 1 280 000                  | 12,9 %                               | [ a 55 ]                   |
| 16                         | 16 février 2025            | Les Chevaliers du Fiel, Fauve Hautot, Charles Caudrelier       | 1 630 000                  | 17,6 %                               | [ a 56 ]                   |
| 17                         | 2 mars 2025                | Lara Fabian, Manu Payet, Pauline Déroulède                     | 1 340 000                  | 15,4 %                               | [ a 57 ]                   |
| 18                         | 16 mars 2025               | Natasha St-Pier, Pierre-François Martin-Laval, Camélia Jordana | 1 570 000                  | 16,1 %                               | [ a 58 ]                   |
| 19                         | 23 mars 2025               | Estelle Lefébure, Jean-Marc Généreux, Marie s'infiltre         | 1 640 000                  | 17,6 %                               | [ a 59 ]                   |
| 20                         | 30 mars 2025               | Isabelle Nanty, Jamy Gourmaud, Gregory Cohen                   | 1 460 000                  | 17,1 %                               | [ a 60 ]                   |
| 21                         | 20 avril 2025              | Thierry Marx, Laura Felpin, Jérémy Frérot                      | 1 360 000                  | 16,7 %                               | [ a 61 ]                   |
| 22                         | 27 avril 2025              | Marc Lavoine, Constance, Philippe Besson                       | 1 470 000                  | 17,8 %                               | [ a 62 ]                   |
| 23                         | 18 mai 2025                | Lorie Pester, Violette Dorange, Jean-Luc Lemoine               | 1 160 000                  | 15,5 %                               | [ a 63 ]                   |
| 24                         | 15 juin 2025               | Laurent Ruquier, Caroline Anglade, Melody Gardot               | 1 150 000                  | 13,5 %                               | [ a 64 ]                   |
| 25                         | 22 juin 2025               | Gérard Holtz, Julie Ferrier, David Foenkinos                   | 1 020 000                  | 12,3 %                               | [ a 65 ]                   |

Légende :
- Les plus hauts chiffres d'audience et/ou part d'audience
- Les plus bas chiffres d'audience et/ou part d'audience

### Audiences
1. ↑  Benoit Mandin, « France 2 : audience renversante pour Frédéric Lopez, coup dur pour Sophie Davant », sur toutelatele.com, 24 octobre 2022.
2. ↑  Valentin Delepaul, « France 2 : audience en baisse pour Un dimanche à la campagne, Frédéric Lopez pénalisé avec Michèle Bernier », sur toutelatele.com, 31 octobre 2022.
3. ↑  Benoit Mandin, « Un dimanche à la campagne : la révélation choc de Clara Luciani à Frédéric Lopez, Jarry fond en larmes sur France 2 », sur toutelatele.com, 7 novembre 2022.
4. ↑  Benoit Mandin, « Un dimanche à la campagne : Frédéric Lopez remanié, coup de révolte sur France 2 ? », sur toutelatele.com, 14 novembre 2022.
5. ↑  Benoit Mandin, « France 2 : un cauchemar pour Julie de Bona, Frédéric Lopez accélère sa chute avec Un dimanche à la campagne », sur toutelatele.com, 21 novembre 2022.
6. ↑  Benoit Mandin, « France 2 : Frédéric Lopez éloigné avec Un dimanche à la campagne malgré des audiences en hausse », sur toutelatele.com, 28 novembre 2022.
7. ↑  Benoit Mandin, « France 2 : audience renversante pour Frédéric Lopez avec le retour d'Un dimanche à la campagne », sur toutelatele.com, 26 décembre 2022.
8. ↑  Valentin Delepaul, « France 2 : les confessions chocs de Camille Lellouche sur son alcoolisme, Frédéric Lopez se rebelle dans Un dimanche à la campagne », sur toutelatele.com, 2 janvier 2023.
9. ↑  Valentin Delepaul, « France 2 : Jeff Panacloc s'effondre en larmes, Frédéric Lopez se révolte dans Un dimanche à la campagne », sur toutelatele.com, 9 janvier 2023.
10. ↑  Valentin Delepaul, « France 2 : Chimène Badi s'effondre en larmes, une rébellion pour Frédéric Lopez avec Un dimanche à la campagne », sur toutelatele.com, 30 janvier 2023.
11. ↑  Valentin Delepaul, « France 2 : les confessions chocs d'Amir sur son handicap, Frédéric Lopez prend sa revanche dans Un dimanche à la campagne », sur toutelatele.com, 20 février 2023.
12. ↑  Valentin Delepaul, « France 2 : Clémentine Célarié fond en larmes, Frédéric Lopez sanctionné dans Un dimanche à la campagne », sur toutelatele.com, 6 mars 2023.
13. ↑  Valentin Delepaul, « France 2 : terrible déception pour Vianney, Frédéric Lopez se venge dans Un dimanche à la campagne », sur toutelatele.com, 20 mars 2023.
14. ↑  Emmanuel Lassabe, « Un dimanche à la campagne : un arrêt brutal pour Cyril Lignac, Daniel Auteuil en souffrance, audience explosive pour Frédéric Lopez sur France 2 », sur toutelatele.com, 8 mai 2023.
15. ↑  Emmanuel Lassabe, « Un dimanche à la campagne : un bouleversement choc pour Issa Doumbia, Frédéric Lopez s’effondre sur France 2 », sur toutelatele.com, 15 mai 2023.
16. ↑  Valentin Delepaul, « France 2 : l'incroyable révélation de Liane Foly, Frédéric Lopez se rebelle dans Un dimanche à la campagne », sur toutelatele.com, 22 mai 2023.
17. ↑  Valentin Delepaul, « Un dimanche à la campagne : Laury Thilleman en larmes, retour décevant pour Frédéric Lopez sur France 2 », sur toutelatele.com, 19 juin 2023.
18. ↑  Valentin Delepaul, « Un dimanche à la campagne : la terrible angoisse de Valérie Karsenti, audience renversante pour la dernière de Frédéric Lopez sur France 2 ? », sur toutelatele.com, 26 juin 2023.
19. ↑  Valentin Delepaul, « Un dimanche à la campagne : Marianne James en larmes, audience gagnante pour le retour de Frédéric Lopez sur France 2 ? », sur toutelatele.com, 4 septembre 2023.
20. ↑  Valentin Delepaul, « Un dimanche à la campagne : « J'étais cuit » les révélations chocs de Pascal Obispo, retour gagnant pour Frédéric Lopez sur France 2 ? », sur toutelatele.com, 9 octobre 2023.
21. ↑  Valentin Delepaul, « Un dimanche à la campagne : Patrick Bruel fond en larmes, la revanche de Frédéric Lopez sur France 2 », sur toutelatele.com, 23 octobre 2023.
22. ↑  Valentin Delepaul, « Un dimanche à la campagne : « Il est affreux » Frédéric Lopez mis en garde par un invité, France 2 résiste avant un bouleversement », sur toutelatele.com, 30 octobre 2023.
23. ↑  Valentin Delepaul, « Un dimanche à la campagne : les confessions bouleversantes de Marine Lorphelin, Frédéric Lopez sanctionné sur France 2 ? », sur toutelatele.com, 6 novembre 2023.
24. ↑  Valentin Delepaul, « Un dimanche à la campagne : Vincent Lagaf’ en larmes, le coup de maître de Frédéric Lopez sur France 2 », sur toutelatele.com, 13 novembre 2023.
25. ↑  Valentin Delepaul, « Un dimanche à la campagne : « Il commence à me violer » Francis Huster ému aux larmes, le tour de force de Frédéric Lopez sur France 2 », sur toutelatele.com, 20 novembre 2023.
26. ↑  Valentin Delepaul, « Un dimanche à la campagne : les révélations émouvantes de Cyril Féraud sur la mort de son père, record historique pour Frédéric Lopez », sur toutelatele.com, 4 décembre 2023.
27. ↑  Jérôme Roulet, « Un dimanche à la campagne : « Marche ou crève... c'est ma vie ! », le coup de maître de Frédéric Lopez avant un changement sur France 2 », sur toutelatele.com, 25 décembre 2023.
28. ↑  Valentin Delepaul, « Un dimanche à la campagne : les révélations douloureuses de Caroline Vigneaux sur son enfance, Frédéric Lopez sanctionné », sur toutelatele.com, 1er janvier 2024.
29. ↑  Valentin Delepaul, « Un dimanche à la campagne : Élisa Tovati en larmes, un arrêt acté pour Frédéric Lopez sur France 2 », sur toutelatele.com, 8 janvier 2024.
30. ↑  Valentin Delepaul, « Un dimanche à la campagne : les révélations bouleversantes de Julie Andrieu, coup dur pour Frédéric Lopez », sur toutelatele.com, 29 janvier 2024.
31. ↑  Valentin Delepaul, « Un dimanche à la campagne : les confidences chocs de Roselyne Bachelot, coup de maître pour Frédéric Lopez », sur toutelatele.com, 5 février 2024.
32. ↑  Valentin Delepaul, « Un dimanche à la campagne : Christophe Dechavanne en larmes, Frédéric Lopez accuse le coup », sur toutelatele.com, 19 février 2024.
33. ↑  Valentin Delepaul, « Un dimanche à la campagne : les confessions chocs de Jérémy Ferrari sur sa tentative de suicide, Frédéric Lopez en forme », sur toutelatele.com, 4 mars 2024.
34. ↑  Valentin Delepaul, « Un dimanche à la campagne : ce terrible drame qui a frappé Jeanfi Janssens », sur toutelatele.com, 18 mars 2024.
35. ↑  Valentin Delepaul, « Un dimanche à la campagne : Frédéric Lopez tourné en ridicule, Olivia Ruiz fait des révélations sur Star Academy », sur toutelatele.com, 25 mars 2024.
36. ↑  Valentin Delepaul, « Un dimanche à la campagne : Sandrine Quétier s'effondre en larmes chez Frédéric Lopez », sur toutelatele.com, 1er avril 2024.
37. ↑  Valentin Delepaul, « Un dimanche à la campagne : ce terrible drame vécu par Éric Antoine, retour gagnant pour Frédéric Lopez ? », sur toutelatele.com, 13 mai 2024.
38. ↑  Valentin Delepaul, « Un dimanche à la campagne : Carole Gaessler en larmes, cette mort qui l'a bouleversée », sur toutelatele.com, 20 mai 2024.
39. ↑  Valentin Delepaul, « Un dimanche à la campagne : les confidences bouleversantes d'Élodie Poux, Frédéric Lopez accuse le coup », sur toutelatele.com, 17 juin 2024.
40. ↑  Valentin Delepaul, « Un dimanche à la campagne : « Il avait sans cesse cette envie de m'humilier », les révélations émouvantes d'Adriana Karembeu face à Frédéric Lopez », sur toutelatele.com, 24 juin 2024.
41. ↑  Valentin Delepaul, « Un dimanche à la campagne : Coup de théâtre pour Frédéric Lopez », sur toutelatele.com, 16 septembre 2024.
42. ↑  Emmanuel Lassabe, « Un dimanche à la campagne : Annonce explosive pour Frédéric Lopez sur France 2 », sur toutelatele.com, 23 septembre 2024.
43. ↑  Valentin Delepaul, « Un dimanche à la campagne : les révélations bouleversantes de Jean-Pierre Foucault, le coup gagnant de Frédéric Lopez », sur toutelatele.com, 30 septembre 2024.
44. ↑  Thomas Pouilly, « Un dimanche à la campagne : Cœur de pirate harcelée, coup de théâtre sur France 2 », sur toutelatele.com, 7 octobre 2024.
45. ↑  Ludovic Galtier Lloret, « Audiences dimanche : Tahar Rahim et Grand Corps Malade sur TF1 ou Bérénice Béjo et Philippe Caverivière sur France 2, quel 20 Heures a été le plus suivi ? », sur ozap.com, 14 octobre 2024.
46. ↑  Léa Stassinet, « Audiences dimanche : Record pour Un dimanche à la campagne sur France 2, Slam et Questions pour un champion au plus haut sur France 3, coup de mou pour le 20 Heures de TF1 », sur ozap.com, 21 octobre 2024.
47. ↑  Léa Stassinet, « Audiences dimanche : Record pour le 20 Heures d'Audrey Crespo-Mara sur TF1, Cyril Hanouna au plus haut sur C8 », sur www.ozap.com, 4 novembre 2024.
48. ↑  Lucas Fillon, « Audiences dimanche : Un dimanche à la campagne au top sur France 2, Sept à huit cartonne sur TF1 », sur ozap.com, 11 novembre 2024.
49. ↑  Valentin Delepaul, « Un dimanche à la campagne : Julian Bugier dans l'embarras, coup de théâtre sur France 2 », sur toutelatele.com, 18 novembre 2024.
50. ↑  Léa Stassinet, « Audiences dimanche : Nouveau record historique pour Un dimanche à la campagne avec Kendji Girac, Dominique Tenza explose les compteurs sur M6 », sur ozap.com, 25 novembre 2024.
51. ↑  Emmanuel Lassabe, « Un dimanche à la campagne : Frédéric Lopez s'écroule sur France 2 », sur toutelatele.com, 2 décembre 2024.
52. ↑  Ludovic Galtier Lloret, « Audiences dimanche : Kareen Guiock explose ses records sur M6, Laurent Delahousse à la fête avec 20h30 sur France 2 », sur ozap.com, 23 décembre 2024.
53. ↑  Ludovic Galtier Lloret, « Audiences dimanche : Double record pour Les enfants de la télé de Laurence Boccolini avec Frédéric Lopez, Cyril Féraud débute l'année 2025 en fanfare sur France 2 », sur ozap.com, 6 janvier 2025.
54. ↑  Benjamin Rabier, « Audiences dimanche : Plus de 3 millions de téléspectateurs d'écart entre Anne-Claire Coudray sur TF1 et Leïla Kaddour sur France 2 », sur ozap.com, 27 janvier 2025.
55. ↑  Ludovic Galtier Lloret, « Audiences dimanche : Automoto, 50 ans cette saison, pulvérise son record sur TF1, Turbo et Dominique Chapatte eux aussi à la fête sur M6 », sur ozap.com, 3 février 2025.
56. ↑  Benjamin Rabier, « Audiences dimanche : Record de saison pour Les enfants de la télé avec Marine (Star Academy) sur France 2, Anne-Claire Coudray plébiscitée sur TF1 », sur ozap.com, 17 février 2025.
57. ↑  Valentin Delepaul, « Lara Fabian : « Ta gu*ule ! » La chanteuse au bord des larmes dans Un dimanche à la campagne », sur toutelatele.com, 3 mars 2025.
58. ↑  Benjamin Rabier, « Audiences dimanche : Plus de 3 millions de téléspectateurs d'écart entre le 13 Heures d'Anne-Claire Coudray sur TF1 et celui de Leïla Kaddour sur France 2 », sur ozap.com, 17 mars 2025.
59. ↑  Léa Stassinet, « Audiences dimanche : Record de saison égalé pour Laurence Boccolini et Les enfants de la télé sur France 2, Beau geste au plus bas », sur ozap.com, 24 mars 2025.
60. ↑  Benjamin Rabier, « Audiences dimanche : Record de saison pour Enquête exclusive sur M6 et Les enfants de la télé sur France 2, Sept à huit s'effondre sur TF1 », sur ozap.com, 31 mars 2025.
61. ↑  Emmanuel Lassabe, « Un dimanche à la campagne : une séparation brutale pour Jérémy Frérot, ce truc que Laura Felpin insupporte », sur toutelatele.com, 21 avril 2025.
62. ↑  Valentin Delepaul, « Un dimanche à la campagne : cette tentative de suicide qui bouleverse Frédéric Lopez sur France 2 », sur toutelatele.com, 28 avril 2025.
63. ↑  Léa Stassinet, « Audiences dimanche : Tout le monde veut prendre sa place et Cyril Féraud s'envolent sur France 2, C médiatique et En société au plus bas sur France 5 », sur ozap.com, 19 mai 2025.
64. ↑  Emmanuel Lassabe, « Laurent Ruquier : sa plainte étonnante contre Frédéric Lopez », sur toutelatele.com, 16 juin 2025.
65. ↑  Florian Protat, « Julie Ferrier : « C'est un peu triste… » Ses confidences bouleversantes sur France 2 », sur toutelatele.com, 23 juin 2025.